# Баччо да Монтелупо
Баччо да Монтелупо (итал. Baccio da Montelupo; 1469, Монтелупо-Фьорентино, Тоскана — 1535, Лукка), урождённый Бартоломео ди Джованни д’Асторе деи Синибальди (Bartolomeo di Giovanni d’Astore dei Sinibaldi) — скульптор эпохи итальянского Возрождения. Отец скульптора, Раффаэлло да Монтелупо. И отец, и сын представлены в «Жизнеописаниях» Джорджо Вазари.

## Биография
Будущий художник родился в скромной семье в Монтелупо-Фьорентино, в Тоскане, в восемнадцать лет переехал жить во Флоренцию и продолжил изучение скульптуры, посещая «школу» Бертольдо ди Джованни, основанную в садах Лоренцо Медичи и посещаемую другими молодыми скульпторами, включая Микеланджело, Джованни Франческо Рустичи и Якопо Сансовино.
Посвятивший себя в ранней юности беззаботным удовольствиям жизни, он обратился к аскезе, по словам биографов, благодаря Джироламо Савонароле, одним из самых ярых последователей которого он вскоре стал; настолько, что в 1498 году, когда начались гонения на монаха, ему пришлось бежать в Венецию. Здесь он создал памятник Бенедетто Пезаро в церкви Санта-Мария-Глорьоза-дей-Фрари (1503). Доказательства его проживания в Болонье недавно были обнаружены в четырёх терракотовых скульптурах «Compianto» (сцена плача) (ок. 1495), которые являются частью композиции «Пьета» в капелле базилики Сан-Доменико в Болонье.
Затем Баччо вернулся во Флоренцию, где создал несколько деревянных распятий: в базилике Сан-Лоренцо и Сан-Марко, оба во Флоренции.
В Болонье Баччо создал двенадцать бюстов апостолов из терракоты (ныне в соборе Феррары). В 1506 году Баччо получил заказ на несколько скульптур для бенедиктинского аббатства Сан-Годенцо, из которых сегодня сохранилась только фигура Святого Себастьяна.
В 1514 году Баччо получил заказ на конкурсе, спонсируемом флорентийской гильдией торговцев шёлком, на создание статуи из бронзы Иоанна Богослова для одной из оставшихся пустых ниш на фасаде церкви Орсанмикеле. По рассказу Вазари:

 Говорят, что когда он сделал фигуру из глины, те, кто видел, как у него устроены леса и подготовлена форма, поняли, как хорошо это сделано и как велик талант Баччо в вещах подобного рода. А те, кто видел, с какой легкостью прошло литье, сочли это великолепнейшим достижением, признав, что Баччо с величайшим мастерством создал прочнейший и великолепный образец бронзового литья. Преодолев такие трудности в своем деле, он прослыл мастером хорошим и даже превосходным, да и ныне, больше чем когда-либо, фигура эта почитается всеми художниками прекраснейшим произведением
.
В 1515 году он создал мраморную эдикулу, окружающую фреску с изображением Девы Марии в церкви Сант-Агостино в Колле-ди-Валь-д'Эльса. К концу десятилетия он работал в основном в районе Лукки, завершая мраморную Пьету для церкви Сегроминьо (1518). Затем работал с сыном Рафаэлло над серией надгробных памятников: Сан-Микеле-ин-Форо в Лукке, Памятник Сан-Силао (ныне в Музее виллы Гуиниджи, Лукка) и Памятник Джано Грилло (Санта Мария деи Серви, Болонья).

## Галерея

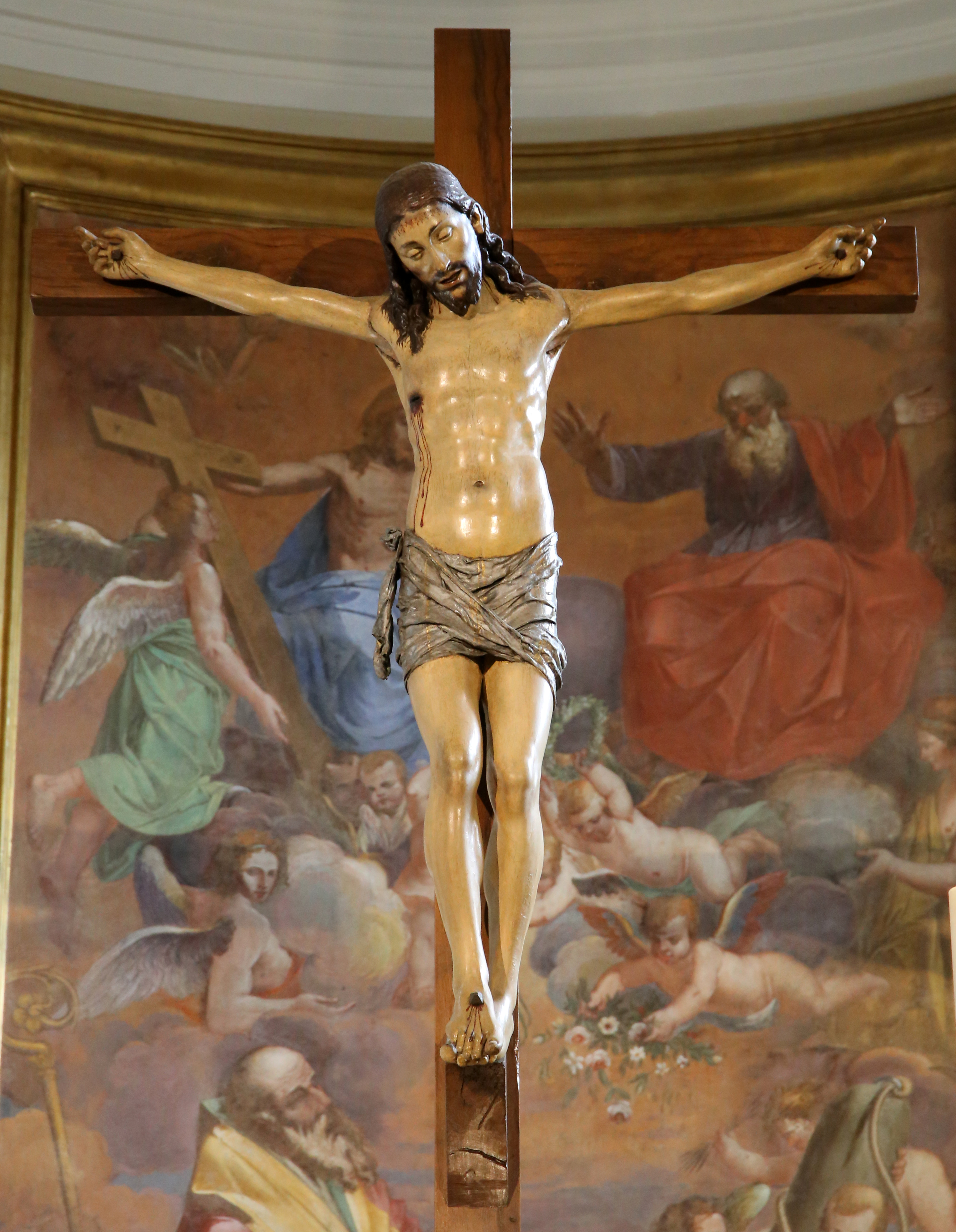
Распятие. Дерево, роспись. Коллегиальная церковь. Сан-Кассиано, Апулия
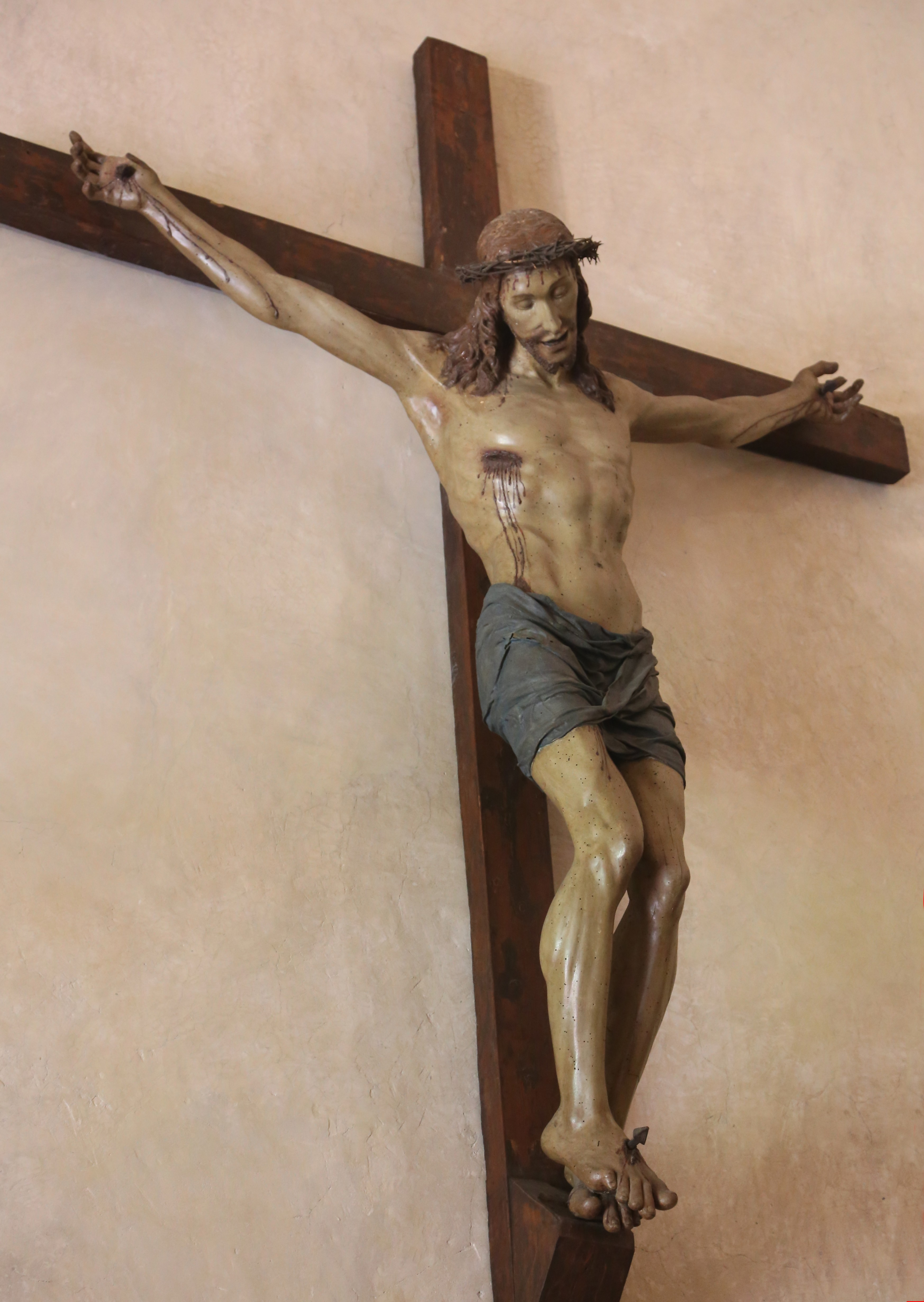
Распятие. 1496. Дерево, роспись. Музей Сан-Марко, Флоренция
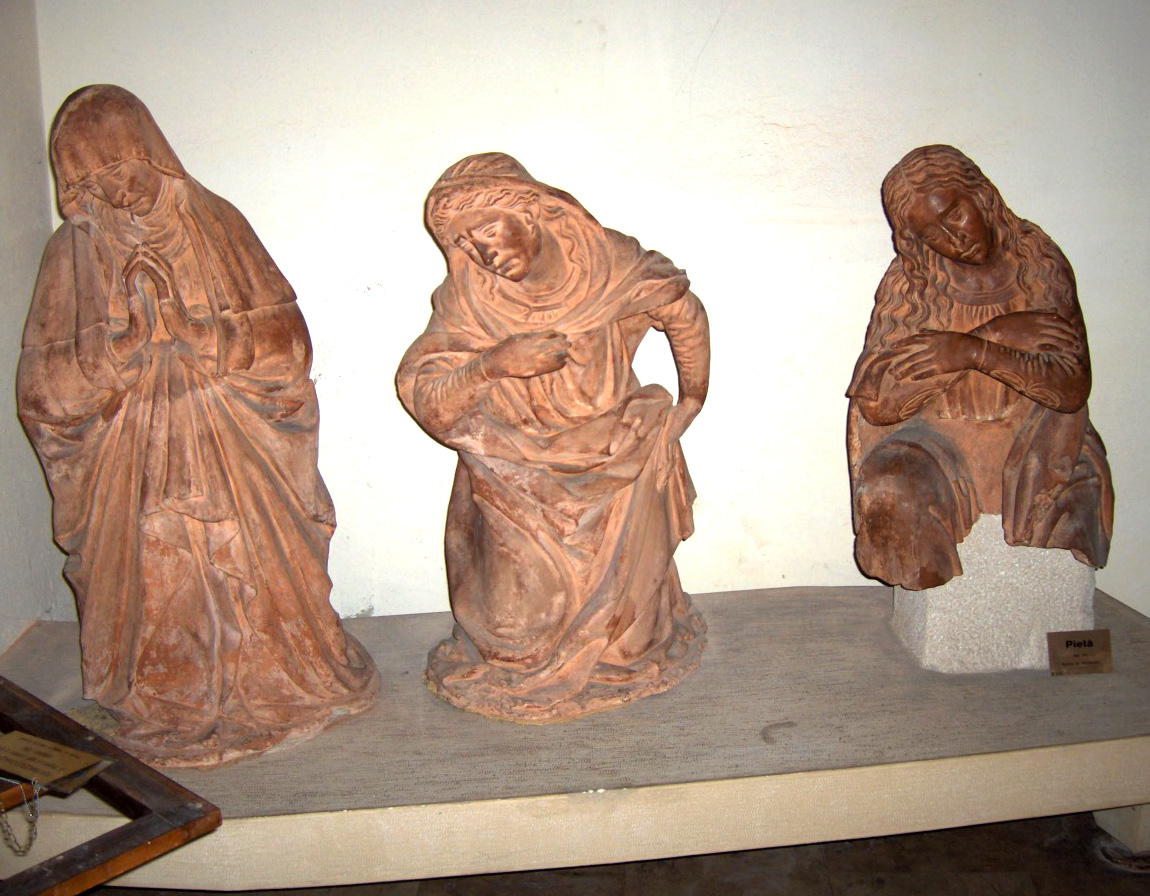
Фигуры композиции «Пьета». Ок. 1495. Терракота. Базилика Сан-Доменико, Болонья
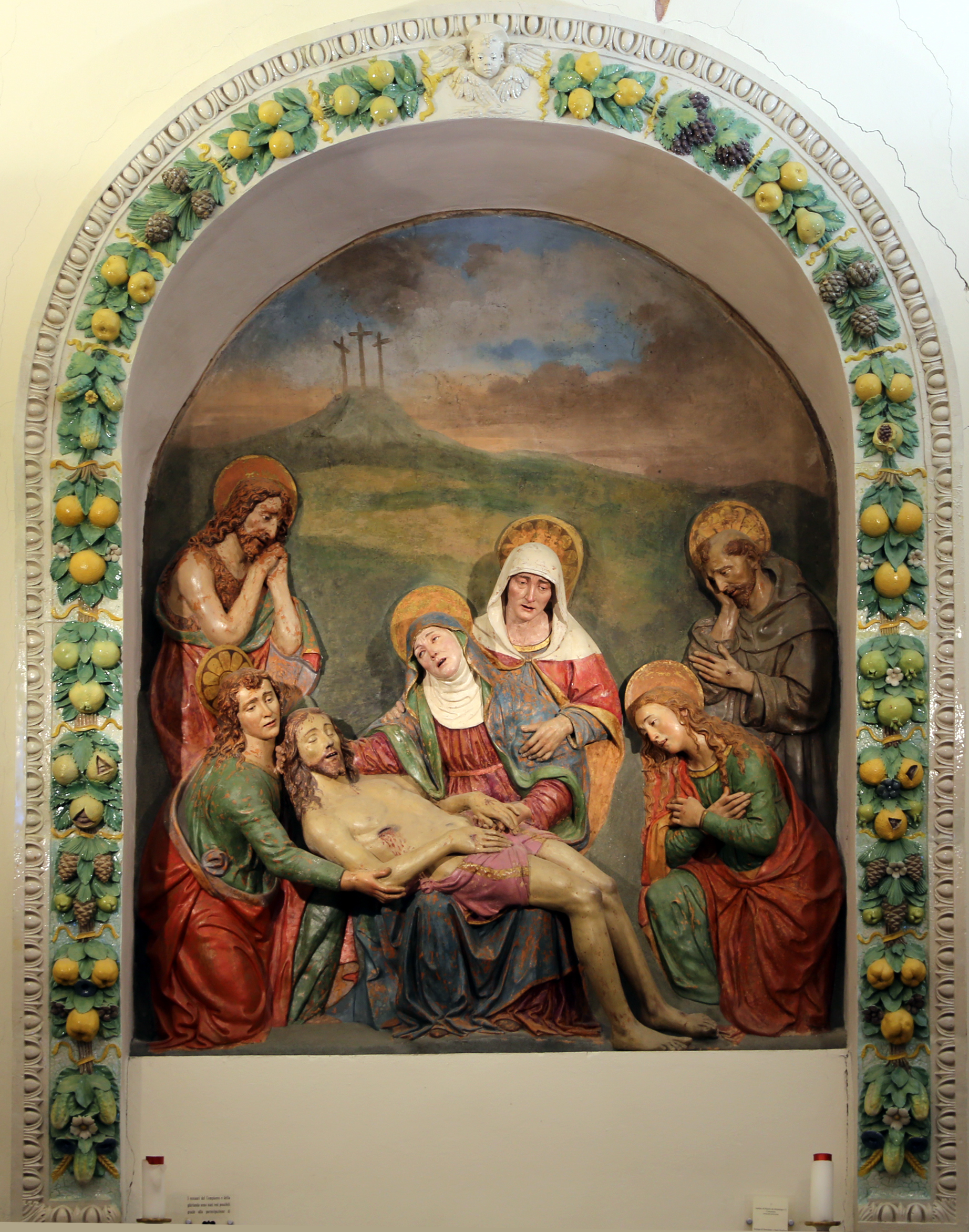
Пьета. 1515—1520. Терракота, роспись. Обрамление: майолика мастерской Бульони. Музей сакрального искусства в Сан-Франческо, Греве-ин-Кьянти
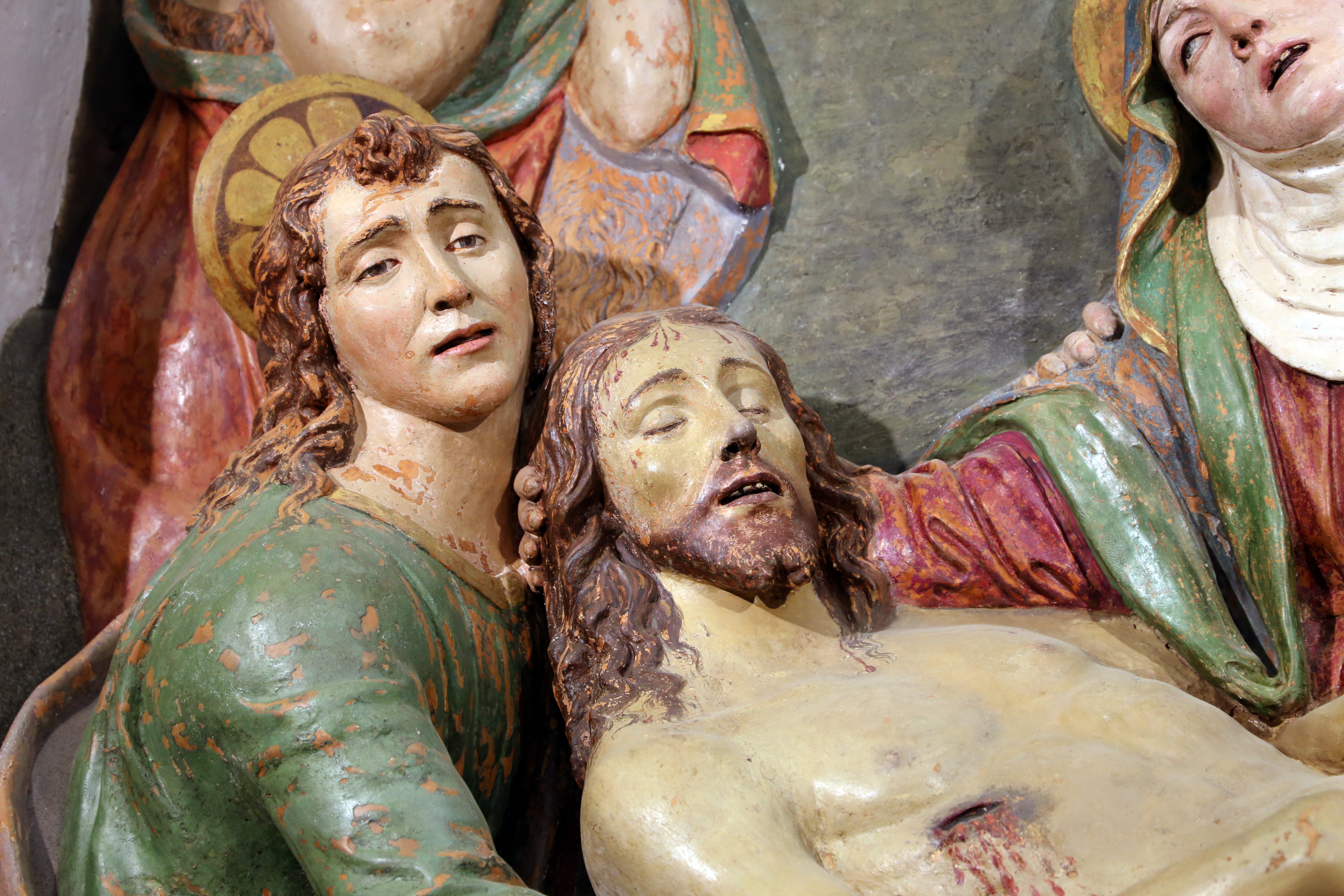
Пьета. Деталь
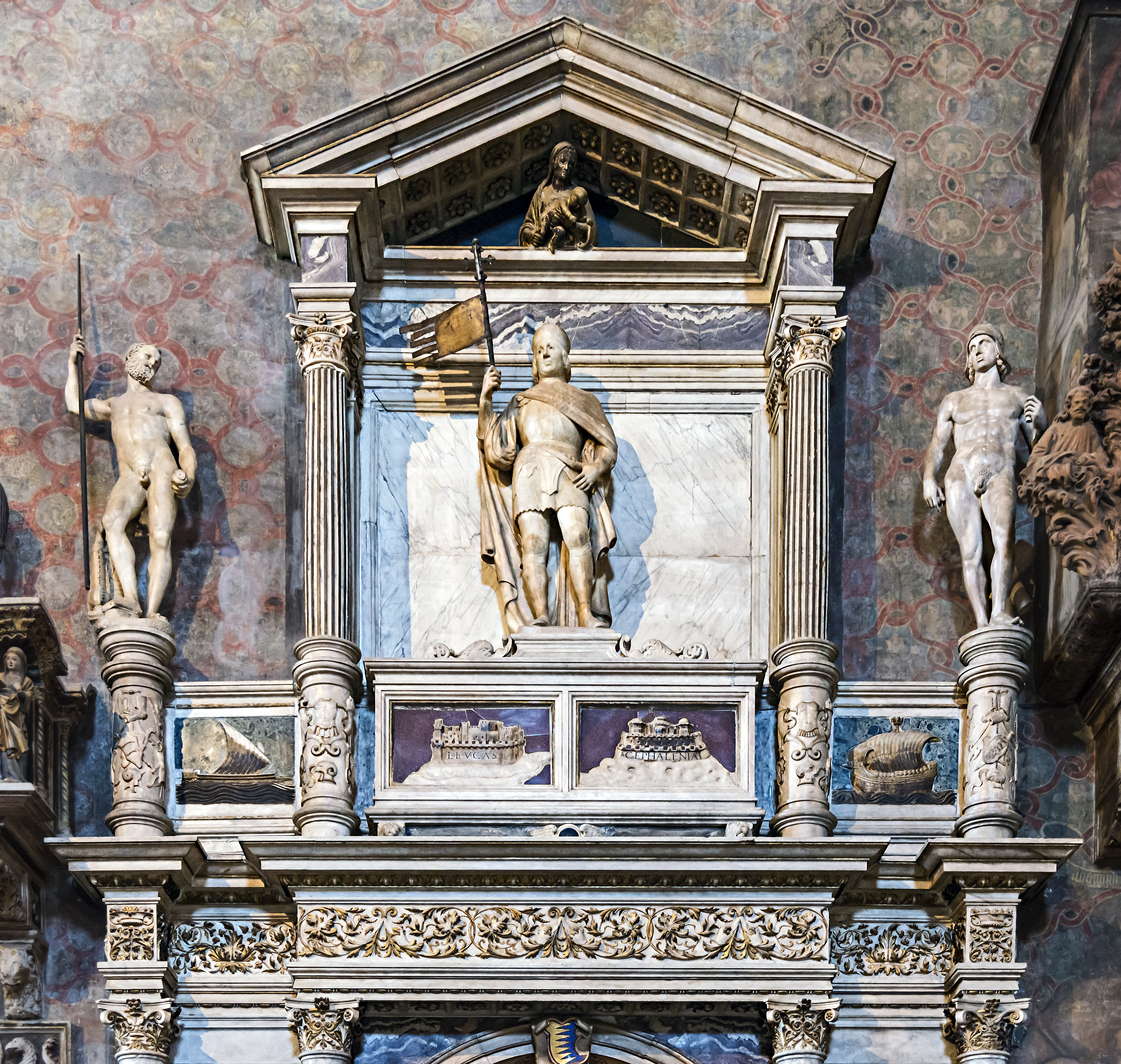
Монумент Бенедетто Пезаро. Деталь. 1503. Церковь Санта-Мария-Глорьоза-дей-Фрари, Венеция
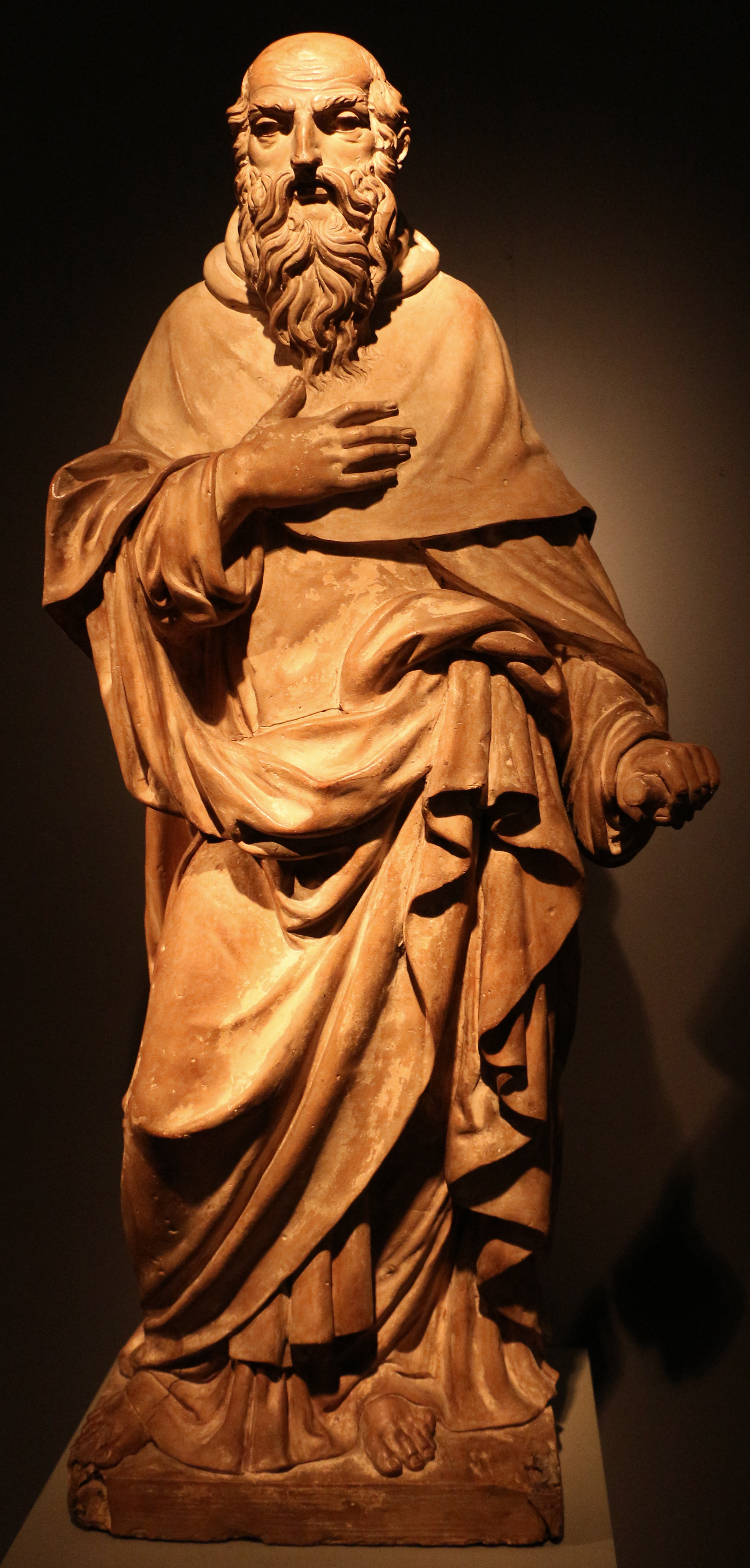
Святой Антоний Аббат. 1510—1515
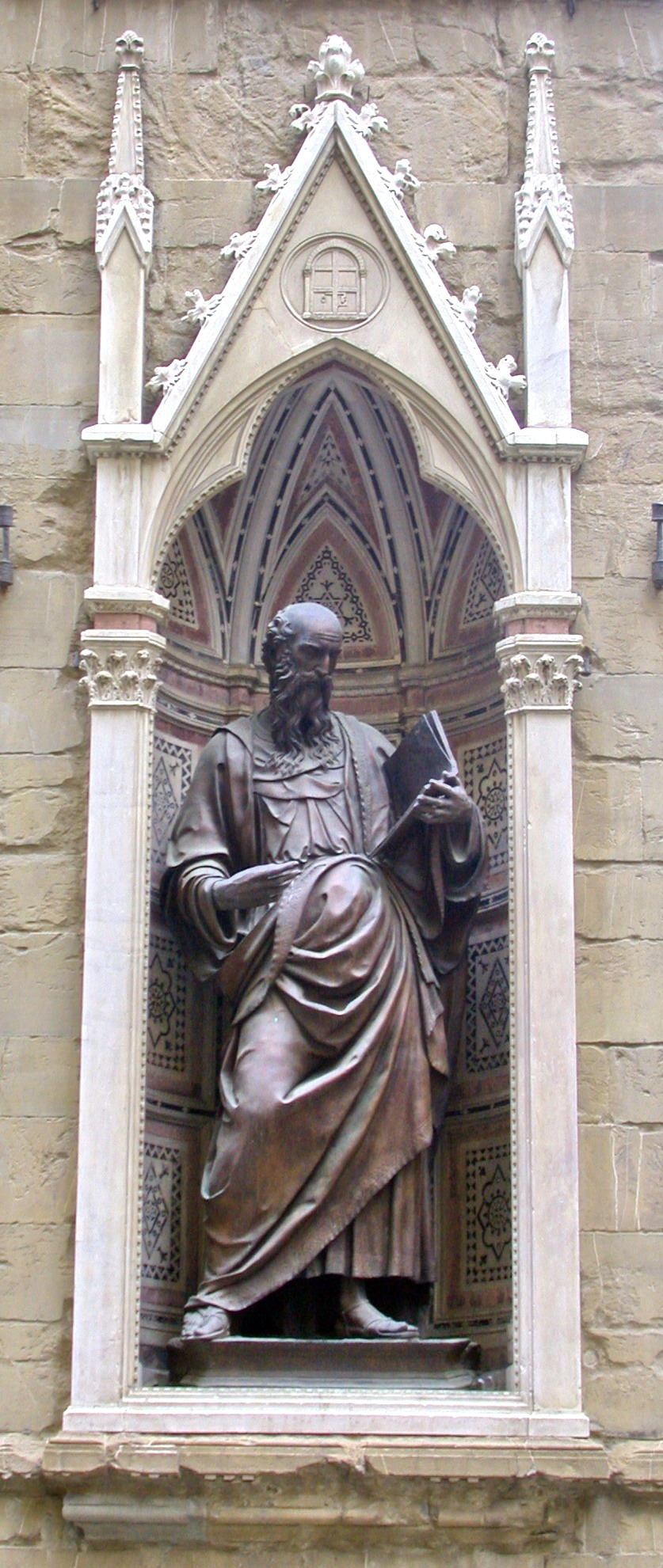
Святой Иоанн Евангелист (Богослов). 1515. Бронза. Копия. Орсанмикеле, Флоренция